# Timelaea stotzneri
Timelaea stotzneri är en fjärilsart som beskrevs av Draeseke 1925. Timelaea stotzneri ingår i släktet Timelaea och familjen praktfjärilar. Inga underarter finns listade i Catalogue of Life.